# Луковка (Тюменская область)
Луковка — упразднённая деревня в Голышмановском районе Тюменской области. Входила в состав Черемшанского сельского поселения. В 2001 году исключена из учётных данных, в связи с прекращением существования.

## География
Деревня находилась в южной части Тюменской области, в лесостепной зоне, в пределах Ишимской равнины, на расстоянии примерно 12 километров (по прямой) к востоку от посёлка Голышманово.
Климат
Климат резко континентальный с суровой холодной зимой и относительно коротким жарким летом. Средняя температура воздуха самого тёплого месяца (июля) составляет 18 °C (абсолютный максимум — 38,4 °C); самого холодного (января) — −18,7 °C (абсолютный минимум — −47,3 °C). Среднегодовое количество атмосферных осадков составляет 524 мм, из которых 70 % выпадает в период с мая по сентябрь.

## История
До 1917 года входила в состав Голышмановской волости Ишимского уезда Тюменской губернии. По данным на 1926 год посёлок Луковский состоял из 71 хозяйства. В административном отношении являлся центром Луковского сельсовета Голышмановского района Ишимского округа Уральской области.

## Население
| 1989 |
| ---- |
| 23   |

По данным переписи 1926 года в посёлке проживало 378 человек (172 мужчины и 206 женщин), в том числе: русские составляли 29 % населения, мордва — 71 %.